# Timbó Grande
Timbó Grande är en kommun i Brasilien.   Den ligger i delstaten Santa Catarina, i den södra delen av landet, 1 200 km söder om huvudstaden Brasília. Antalet invånare är 7 165.
I omgivningarna runt Timbó Grande växer i huvudsak städsegrön lövskog. Runt Timbó Grande är det glesbefolkat, med 12 invånare per kvadratkilometer.